# Herpetoichthys
Herpetoichthys is een monotypisch geslacht van straalvinnige vissen uit de familie van slangalen (Ophichthidae).

## Soort
- Herpetoichthys fossatus (Myers & Wade, 1941)
- Herpetoichthys regius (Richardson, 1848)